# Amomum fulviceps
Amomum fulviceps är en enhjärtbladig växtart som beskrevs av George Henry Kendrick Thwaites. Amomum fulviceps ingår i släktet Amomum och familjen Zingiberaceae. Inga underarter finns listade i Catalogue of Life.